# 李聖根 (1938年生)
李 聖根（イ・ソングン、朝鮮語: 이성근、1938年11月13日 - 2017年7月10日）は、大韓民国の教授、政治家。維新政友会所属の第9・10代韓国国会議員。本貫は全州李氏。キリスト教徒。号はヒョナム（현암）。

## 経歴
現在のソウル特別市出身。延世大学校政治外交学科、フィリピン大学大学院政治学科、東京大学大学院国際関係専攻で社会学博士課程修了。国土統一院常任研究委員、ソウル大学校新聞大学院、延世大学校大学院講師などを務めた後、明知大学校教養学部長および社会科学研究所長、1986年3月から1992年4月まで第3代培材大学校学長、1992年5月から1995年2月まで同校初代総長、1998年10月23日から2002年まで第3代漢城大学校総長、2004年8月3日から2006年10月23日ごろまで第5代大邱芸術大学校総長、韓国大学教育協議会副会長および全国私立大学総学長会会長などを務めた。2017年に80歳で死去した。